# Mnema (luna)
Mnema (grško Μνήμη: Mnéme) je Jupitrov naravni satelit (luna). Spada med nepravilne lune z retrogradnim gibanjem. Je članica Anankine skupine Jupitrovih lun, ki krožijo okoli Jupitra v razdalji od 19,3 do 22,7 Gm in imajo naklon tira okoli 150°. 
Luno Mnema je leta 2001 odkrila skupina astronomov, ki jo je vodil Scott S. Sheppard z Univerze Havajev. Prvotno so jo označili kot S/2003 J 21. Znana je tudi kot Jupiter XL. Ime je dobila po Mnemi iz grške mitologije . Mnema je bila ena izmed treh izvirnih  muz (razen teh poznamo še devet mlajših muz). Mnema je bila muza spomina. 
Luna Mnema ima premer okoli 2 km in obkroža Jupiter v povprečni razdalji 21,427.000 km. Obkroži ga v 620 dneh in 58 minutah po krožnici z veliko izsrednostjo, ki ima naklon tira okoli 149 ° glede na ekliptiko oziroma 148 ° na ekvator Jupitra. 
Njena gostota je ocenjena na 2,6 g/cm3, kar kaže, da je sestavljena iz kamnin. 
Luna izgleda zelo temna, njena odbojnost je 0,04. Navidezni sij je 23,3 m.